# GPA (野球)
Gross Production AverageまたはGPAとはアーロン・グリーマンによって、OPSの改良版として作られた打撃指標である。

## 概要
セイバーメトリクスによると出塁率は約80%分長打率よりも価値があるにもかかわらず、OPSは出塁率と長打率に同じ価値を置いていることから、GPAは出塁率の価値を高めた指標となっている。
また、OPSは打率とは大きく違う数字が出るため多くの野球ファンにとってその数値が価値があるものなのか分かり辛いことから/4することで打率と近い数値が出るようになっている。
以下がGPAの計算方法である。
GPA ＝ (出塁率×1.8+長打率）/4